# Cupa Cupelor 1980-1981
Sezonul 1980-1981 al Cupei Cupelor a fost câștigat de FC Dinamo Tbilisi, care a învins-o în finală pe FC Carl Zeiss Jena.

## Runda preliminară
| Echipa 1 | General | Echipa 1              | Tur   | Retur |
| -------- | ------- | --------------------- | ----- | ----- |
| Celtic   | 7 - 2   | Diósgyőri VTK Miskolc | 6 - 0 | 1 - 2 |
| Altay SK | 0 - 4   | SL Benfica            | 0 - 0 | 0 - 4 |

## Prima rundă
| Echipa 1           | General  | Echipa 1               | Tur   | Retur       |
| ------------------ | -------- | ---------------------- | ----- | ----------- |
| Castilla CF        | 4 - 6    | West Ham United        | 3 - 1 | 1 - 5(d.p.) |
| Celtic             | 2 - 2(d) | Politehnica Timișoara  | 2 - 1 | 0 - 1       |
| Hibernians FC      | 1 - 4    | Waterford FC           | 1 - 0 | 0 - 4       |
| Kastoria FC        | 0 - 2    | FC Dinamo Tbilisi      | 0 - 0 | 0 - 2       |
| Spora Luxembourg   | 0 - 12   | Sparta Praga           | 0 - 6 | 0 - 6       |
| PFC Slavia Sofia   | 3 - 2    | Legia Varșovia         | 3 - 1 | 0 - 1       |
| Hvidovre IF        | 3 - 0    | Fram                   | 1 - 0 | 2 - 0       |
| FC Ilves           | 3 - 7    | Feyenoord Rotterdam    | 1 - 3 | 2 - 4       |
| Roma               | 3 - 4    | Carl Zeiss Jena        | 3 - 0 | 0 - 4       |
| Valencia CF        | 5 - 3    | Monaco                 | 2 - 0 | 3 - 3       |
| FC Sion            | 1 - 3    | Haugar                 | 1 - 1 | 0 - 2       |
| Newport County FC  | 4 - 0    | Crusaders FC           | 4 - 0 | 0 - 0       |
| AC Omonia          | 1 - 7    | K.S.V. Waterschei Thor | 1 - 3 | 0 - 4       |
| Fortuna Düsseldorf | 8 - 0    | SV Austria Salzburg    | 5 - 0 | 3 - 0       |
| Malmö FF           | 1 - 0    | KF Partizani Tirana    | 1 - 0 | 0 - 0       |
| NK Dinamo Zagreb   | 0 - 2    | SL Benfica             | 0 - 0 | 0 - 2       |

### Prima manșă
| Roma                               | 3 – 0 | Carl Zeiss Jena |
| ---------------------------------- | ----- | --------------- |
| Pruzzo 5' Ancelotti 23' Falcão 72' |       |                 |

| Kastoria FC | 0 – 0 | FC Dinamo Tbilisi |
| ----------- | ----- | ----------------- |
|             |       |                   |

### A doua manșă
| Carl Zeiss Jena                         | 4 – 0 | Roma |
| --------------------------------------- | ----- | ---- |
| Krause 26' Lindemann 38' Bielau 71' 87' |       |      |

Carl Zeiss Jena s-a calificat cu scorul general de 4–3.
| FC Dinamo Tbilisi         | 2 – 0 | Kastoria FC |
| ------------------------- | ----- | ----------- |
| Shengelia 52' Gutsaev 80' |       |             |

## A doua rundă
| Echipa 1               | General | Echipa 1              | Tur   | Retur |
| ---------------------- | ------- | --------------------- | ----- | ----- |
| West Ham United        | 4 - 1   | Politehnica Timișoara | 4 - 0 | 0 - 1 |
| Waterford FC           | 0 - 5   | FC Dinamo Tbilisi     | 0 - 1 | 0 - 4 |
| Sparta Praga           | 2 - 3   | PFC Slavia Sofia      | 2 - 0 | 0 - 3 |
| Hvidovre IF            | 1 - 3   | Feyenoord Rotterdam   | 1 - 2 | 0 - 1 |
| FC Carl Zeiss Jena     | 3 - 2   | Valencia CF           | 3 - 1 | 0 - 1 |
| Haugar                 | 0 - 6   | Newport County FC     | 0 - 0 | 0 - 6 |
| K.S.V. Waterschei Thor | 0 - 1   | Fortuna Düsseldorf    | 0 - 0 | 0 - 1 |
| Malmö FF               | 1 - 2   | SL Benfica            | 1 - 0 | 0 - 2 |

## Sferturi
| Echipa 1           | General | Echipa 1            | Tur   | Retur |
| ------------------ | ------- | ------------------- | ----- | ----- |
| West Ham United    | 2 - 4   | FC Dinamo Tbilisi   | 1 - 4 | 1 - 0 |
| PFC Slavia Sofia   | 3 - 6   | Feyenoord Rotterdam | 3 - 2 | 0 - 4 |
| FC Carl Zeiss Jena | 3 - 2   | Newport County FC   | 2 - 2 | 1 - 0 |
| Fortuna Düsseldorf | 2 - 3   | SL Benfica          | 2 - 2 | 0 - 1 |

## Semifinale
| Echipa 1           | General | Echipa 1            | Tur   | Retur |
| ------------------ | ------- | ------------------- | ----- | ----- |
| FC Dinamo Tbilisi  | 3 - 2   | Feyenoord Rotterdam | 3 - 0 | 0 - 2 |
| FC Carl Zeiss Jena | 2 - 1   | SL Benfica          | 2 - 0 | 0 - 1 |

## Finala
| Echipa 1       | Rez.  | Echipa 1           |
| -------------- | ----- | ------------------ |
| Dinamo Tbilisi | 2 - 1 | FC Carl Zeiss Jena |